# Chrysopolominae
A Chrysopolominae a valódi lepkék (Glossata) alrendjébe és a csigalepkefélék (Limacodidae) családjába tartozó egyik alcsalád.

## Rendszerezés
Az alcsaládba az alábbi 9 nem tartozik:
- Acrocerides
- Chrysectropa
- Chrysopolomides
- Erythropteryx
- Hamartia
- Mariaeia
- Scotinocerides
- Strigivenifera
- Vietteopoloma